# Cadrema ferruginosa
Cadrema ferruginosa är en tvåvingeart som först beskrevs av Becker 1911.  Cadrema ferruginosa ingår i släktet Cadrema och familjen fritflugor.
Artens utbredningsområde är Singapore. Inga underarter finns listade i Catalogue of Life.